# Relação professor-aluno
A relação professor-aluno é fundamental em todos os níveis e modalidades de ensino. Através dela o aluno pode ser motivado a construir seu conhecimento.

## Relação professor-aluno segundo Vygotsky
A relação educador x educando não deve ser uma relação de imposição, mas sim, uma relação de cooperação, de respeito e de crescimento. O aluno deve ser considerado como um sujeito interativo e ativo no seu processo de construção de conhecimento. Assumindo o educador um papel fundamental nesse processo, como um indivíduo mais experiente. Por essa razão cabe ao professor considerar também, o que o aluno já sabe, sua bagagem cultural e intelectual, para a construção da aprendizagem.
O professor e os colegas formam um conjunto de mediadores da cultura que possibilita progressos no desenvolvimento da criança. Nessa perspectiva, não cabe analisar somente a relação professor x aluno, mas também a relação aluno x aluno. Para Vygotsky, a construção do conhecimento se dará coletivamente, portanto, sem ignorar a ação intra psíquica do sujeito.
Assim, Vygotsky conceituou o desenvolvimento intelectual de cada pessoa em dois níveis: um real e um potencial. O real é aquele já adquirido ou formado, que determina o que a criança já é capaz de fazer por si própria, porque já tem um conhecimento consolidado. Por exemplo, se domina a adição esse é um nível de desenvolvimento. O potencial é quando a criança ainda não aprendeu tal assunto, mas está próximo de aprender, e isso se dará principalmente com a ajuda de outras pessoas. Por exemplo, quando ele já sabe somar, está bem próximo de fazer uma multiplicação simples, precisa apenas de um "empurrão".
Vai ser na distância desses dois níveis que estará um dos principais conceitos de Vygotsky: as zonas de desenvolvimento proximal, que é definido por ele como:
(..) A distância entre o nível de desenvolvimento que se costuma determinar através da solução independente de problemas, e o nível de desenvolvimento potencial, determinando através da solução de problemas sob a orientação de um adulto ou de companheiros mais capazes.
Esse conceito abre uma nova perspectiva a prática pedagógica colocando a busca do conhecimento e não de respostas corretas. Ao educador, restitui seu papel fundamental na aprendizagem, afinal, para o aluno construir novos conhecimentos precisa-se de alguém que os ajude, eles não o farão sozinhos. Assim, cabe ao professor ver seus alunos sob outra perspectiva, bem como o trabalho conjunto entre colegas, que favorece também a ação do outro na ZDP (zona de desenvolvimento proximal). Vygotsky acreditava que a noção de ZDP já se fazia presente no bom senso do professor quando este elaborava suas aulas.
O professor seria o suporte, ou "andaime", para que a aprendizagem do educando a um conhecimento novo seja satisfatória. Para isso, o professor tem que interferir na ZDP do aluno, utilizando alguma metodologia, e para Vygotky, essa se dava através da linguagem. Baseado nisso, dois autores Newman, Griffin & Cole, desenvolveram essa ideia. Para eles é através do diálogo do professor com o aluno que a ZDP se desenvolve na sala de aula. Com um esquema I-R-F (iniciação – resposta – feedback), que o professor "dando pistas" para o aluno iniciava o processo, assim o aluno teria uma resposta e o professor dava o feedback a essa resposta.
Nessa perspectiva, a educação não fica à espera do desenvolvimento intelectual da criança. Ao contrário, sua função é levar o aluno adiante, pois quanto mais ele aprende, mais se desenvolve mentalmente. Segundo Vygotsky, essa demanda por desenvolvimento é característica das crianças. Se elas próprias fazem da brincadeira um exercício de ser o que ainda não são, o professor que se contenta com o que elas já sabem é dispensável.

## Relação professor-aluno segundoPiaget
Para Piaget a aprendizagem do estudante será significativa quando esse for um sujeito ativo. Isso se dará quando a criança receber informações relativas ao objeto de estudo para organizar suas atividades e agir sobre elas. Geralmente os professores “jogam” somente os símbolos falados e escritos para os alunos, alegando a falta de tempo. Segundo Piaget esse tempo utilizado apenas para a verbalização do professor é um tempo perdido, e se gastá-lo permitindo que os alunos usem a abordagem tentativa e erro, esse tempo gasto a mais, será na verdade um ganho.
O modelo tradicional de intervenção do professor consiste em explicar como resolver os problemas e rotular se “está certo” ou “está errado”. Isso está contra a teoria da psicologia genética de Piaget, que coloca a importância da observação do professor sobre o aluno. Uma observação criteriosa, para ver o momento de desenvolvimento que a criança está vivendo, assim saber que atividade cognitiva aquele aluno estará apto a investigar. O professor será o incentivador, o encorajador para a iniciativa própria do estudante.
Coloca-se também a importância da espontaneidade da criança. Muitas vezes o professor se mostra tão preocupado em ensinar que não têm paciência suficiente para esperar que as crianças aprendam. Dificilmente aguardam as respostas dos educandos, e perdem a oportunidade de acompanhar a estrutura de raciocínio espontânea de seus alunos. Com a concepção das respostas “certas” e sem o incentivo para pesquisa pessoal o estudante acaba por ter sua atividade dirigida e canalizada, podendo até dizer moldada pelo método de ensino tradicional. Por isso Piaget fixa tanto essa ideia da espontaneidade do aluno; porém, essa espontaneidade muitas vezes é distorcida em sua interpretação. Se um professor deixar a criança sem planejar sua atividade, achando que essa aprenderá sozinha, erroneamente estará aplicando o que Piaget diz.
Ainda a respeito da relação professor-aluno, Piaget coloca que essa relação tem que ser baseada no diálogo mais fecundo, onde os “erros” dos estudantes passam a ser vistos como integrantes do processo de aprendizagem. Isso se dá porque à medida que o aluno “erra” o professor consegue ver o que já se está sabendo e o que ainda deve ser ensinado. Segundo Emilia Ferreiro e Ana Teberosky são esses “erros construtivos” que podem diferir das respostas corretas, mas não impedem que as crianças cheguem a ela.
Piaget ainda reforça que o aprender não se reduz à memorização, mas sim ao raciocínio lógico, compreensão e reflexão. Diferentemente de Vygotsky, Piaget coloca que o aprendizado é individual. Será construído na cabeça do sujeito a partir das estruturas mentais que ele possui.
Voltando a relação professor-aluno, Piaget a coloca baseada na cooperação de ambos. Assim, será através do debate e discussão entre iguais que o processo do desenvolvimento cognitivo se dará; e o professor assumindo o papel apenas de instigador e provocador, mantendo o clima de cooperação. As conseqüências serão à descentralização, à socialização, à construção de um conhecimento racional e dinâmico dos alunos. Dessa forma, a produção das crianças passa a fazer parte do processo de ensino e aprendizagem, buscando compreender o significado do processo e não só o produto.